# Морадабад
Морадабад је град у Индији у држави Утар Прадеш. Према незваничним резултатима пописа 2011. у граду је живело 889.810 становника.

## Становништво
Према незваничним резултатима пописа, у граду је 2011. живело 889.810 становника.
| 1991.   | 2001.   | 2011.   |
| ------- | ------- | ------- |
| 465.210 | 641.583 | 889.810 |